# Schelpkalk

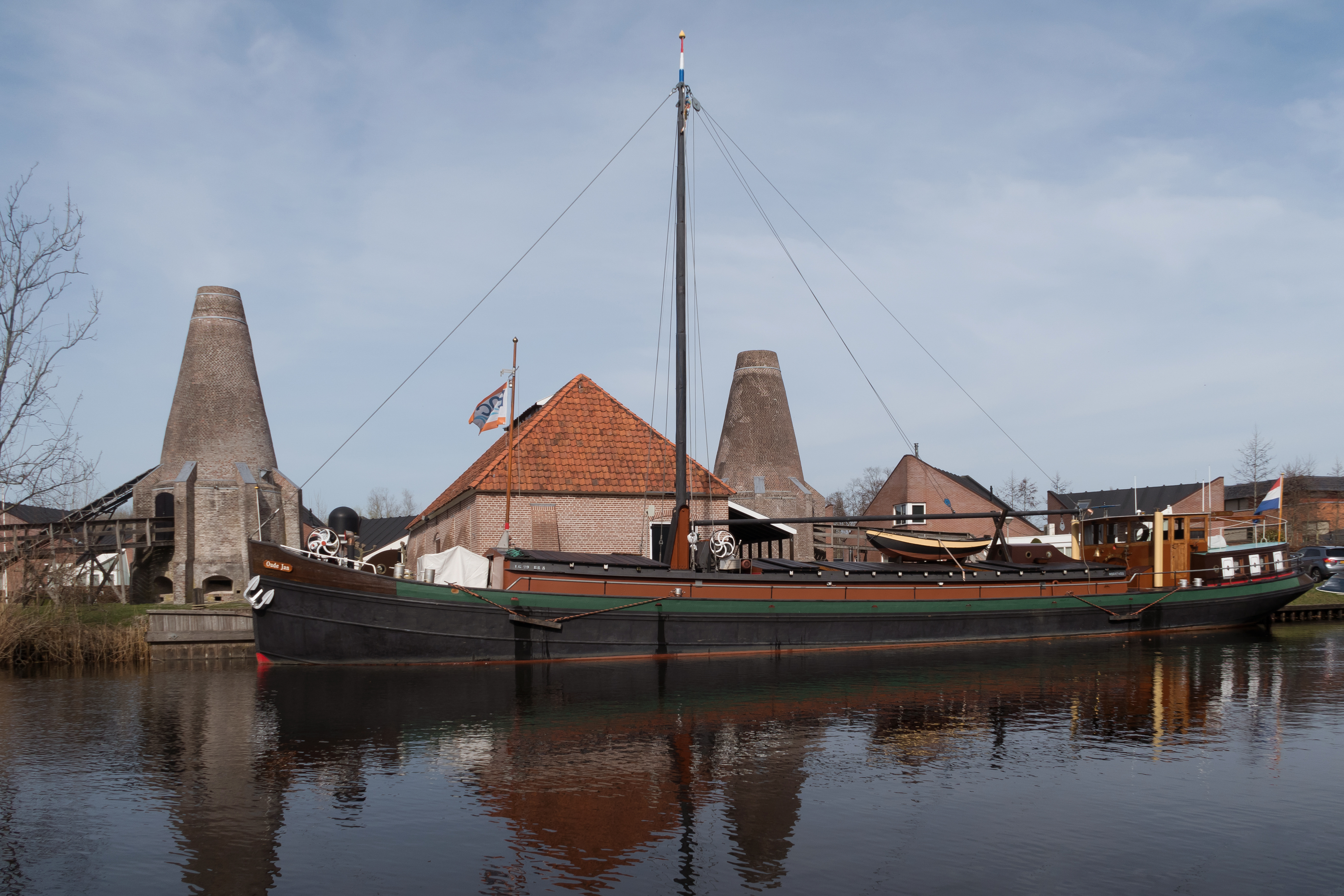
Kalkovens te Hasselt

Schelpkalk is de term voor genormaliseerde luchthardende kalk gemaakt van vaak door schelpenvissers gewonnen strandschelpen. In Nederland werd ze op een aantal plaatsen in kalkovens gebrand en gelest tot luchtpoederkalk. Tot in het midden van de twintigste eeuw werd deze luchtkalk in Nederland algemeen als metselkalk toegepast in mortel. Schelpkalk is het tegenovergestelde van steen- of kluitkalk.
Schelpkalk werd in Nederland tot eind 20ste eeuw nog gemaakt in kalkovens te Hasselt en Harlingen. Dit waren de laatst overgebleven  schelpkalkbranderijen in Europa. Er is na de sluiting geen schelpkalkmortel meer verkrijgbaar. Er wordt nog wel een luchthardende kalk gemaakt, deze kalk is gebrand en gelest van kalkgesteente, dus steenkalk.